# LeRoy Butler
LeRoy Butler III (Jacksonville, 19 luglio 1968) è un ex giocatore di football americano statunitense che ha giocato nel ruolo di safety per tutta la carriera con i Green Bay Packers della National Football League (NFL). Fu scelto nel corso del secondo giro (48º assoluto) Draft NFL 1990 dai Packers. Al college ha giocato a football all'Università statale della Florida. Nel 2022 è stato introdotto nella Pro Football Hall of Fame.

## Carriera professionistica
Butler fu scelto nel corso del secondo giro del Draft 1990 dai Green Bay Packers. Con essi disputò 181 partite vincendo il Super Bowl XXXI contro i New England Patriots. Butler guidò la sua squadra in intercetti in 5 diverse stagioni e fu il primo defensive back della storia della NFL a mettere a segno 20 intercetti e 20 sack in carriera.
Butler fu il primo, dopo avere riportato un intercetto in touchdown/fumble, a decidere di esultare buttandosi tra il pubblico sugli spalti, dando inizio a una tradizione diventata un marchio di fabbrica dei Packers.
Una frattura a una spalla mentre metteva a segno un tackle sul running back degli Atlanta Falcons Jamal Anderson nel 2001 costrinse Butler al ritiro.

## Palmarès
- Super Bowl : 1 Vincitore del Super Bowl XXXI
- (4) Pro Bowl (1993, 1996, 1997, 1998)
- (4) All-Pro (1993, 1996, 1997, 1998)
- Formazione ideale della NFL degli anni 1990
- Pro Football Hall of Fame (classe del 2022)
- Green Bay Packers Hall of Fame

## Statistiche
| Partite totali | 181  |
| Tackle         | 959  |
| Sack           | 20,5 |
| Intercetti     | 38   |